# Corme-Royal
Corme-Royal település Franciaországban, Charente-Maritime megyében. Lakosainak száma 1969 fő (2022. január 1.). Corme-Royal Balanzac, La Clisse, Luchat, Nieul-lès-Saintes, Pisany, Saint-Romain-de-Benet, Saint-Sulpice-d’Arnoult és Soulignonne községekkel határos.

## Népesség
A település népességének változása:
| Lakosok száma | 863  | 965  | 1204 | 1507 | 1664 | 1758 | 1839 | 1878 | 1908 | 1969 |
|               | 1968 | 1982 | 1990 | 2006 | 2013 | 2015 | 2017 | 2019 | 2020 | 2022 |